# サマンサ・ボンド
サマンサ・ボンド（Samantha Bond, 1961年11月27日 - ）は、イギリス出身の女優。ロンドン生まれ。

## 来歴
両親共に俳優であった。バレリーナを目指し、15歳までバレエを行っていた。
シリーズ17作目にして5代目007のピアース・ブロスナン主演1作目である1995年の『007 ゴールデンアイ』から『007 ダイ・アナザー・デイ』までの4作にマニーペニー役で出演した｡その後、映画本編以外では2012年のロンドンオリンピックの招致のための広告でもマネーペニーを演じており、この際には3代目007を演じたロジャー・ムーアと共に登場した。
マニーペニー役の他にはテレビ出演が多いが、1995年にはブロードウェイの舞台　"Amy's View" に出演し、トニー賞（助演女優賞）にノミネートされた。また、ウエスト・エンドの舞台でも活動している。
私生活では俳優のアレクサンダー・ハンソンと結婚し、二人の子供がいる。

## 出演

### 映画
- エリック・ザ・バイキング/バルハラへの航海 Erik the Viking （英・スウェーデン1989年）[6]
- 007 ゴールデンアイ Golden Eye （英・米1995年）
- ジェーン・オースティンのエマ Emma（英1996年）
- 007 トゥモロー・ネバー・ダイ Tomorrow Never Dies（英・米1997年）
- 007 ワールド・イズ・ノット・イナフ The World Is Not Enough （英・米1999年）
- 007 ダイ・アナザー・デイ Die Another Day （英・米2002年）
- 愛をつづる詩 Yes （英・米2004年）
- ダウントン・アビー/新たなる時代へ　Downton Abbey: A New Era (2022年)

### テレビドラマ
- ミス・マープル シーズン1 『予告殺人』 : A Murder Is Announced (1985) - ジュリア・シモンズ
- 名探偵ポワロ　第17話　安いマンションの事件(原題：The Adventure Of The Cheap Flat　1990年)　ステラ・ロビンソン
- ジンジャーツリー・異国の女  （NHK、BBC　日英合作　1990年）[7]
- ミス・マープル4 『なぜ、エヴァンズに頼まなかったのか?』 Marple: Why Didn't They Ask Evans? (2009) - シルビア・サベッジ
- ロイヤル・スキャンダル〜エリザベス女王の苦悩〜　#2「王室存続の危機」　The Queen: Us and Them (2009) - エリザベス女王
- ダウントン・アビー (2010年 - )